# Mitsuru Adachi
Mitsuru Adachi  (あだち充?, Adachi Mitsuru) (Isesaki, 9 febbraio 1951) è un fumettista giapponese.
Preferisce scrivere il suo cognome あだち, in hiragana, piuttosto che 安達 (pronuncia identica, in kanji), seguendo l'esempio di suo fratello maggiore, Tsutomu Adachi.
Adachi è famoso per i suoi manga di commedia romantica e sportivi (in particolare di baseball) come Touch, H2, Slow Step e Miyuki. È inoltre uno dei pochi mangaka che scrive sia per riviste di shōnen manga che di shōjo manga, e che è popolare per entrambi. Le sue opere sono state pubblicate a puntate su Shōnen Sunday, Ciao, Shōjo Comic e Petit Comic, e la maggioranza dei suoi lavori viene pubblicata dalle case editrici Shogakukan e Gakken.

## Carriera
Dopo essersi diplomato all'istituto commerciale Maebashi della Prefettura di Gunma, Adachi comincia a proporsi alla rivista di manga COM. Nel 1969, seguendo la guida di suo fratello maggiore, Adachi si trasferisce a Tokyo e comincia a lavorare come assistente del mangaka Isami Ishii. Nel 1970 Adachi realizza il suo primo fumetto, Kieta Bakuon, basato su un manga originariamente creato da Satoru Ozawa. Kieta fu pubblicato su Deluxe Shōnen Sunday (una rivista di manga pubblicata dalla Shogakukan).
Nel 1981 comincia Touch. Nel 1982 Hiatari Ryōkō! viene trasformata in un drama TV.
Nel 1982 Adachi vince il 28º Premio Annuale Manga della Shogakukan per le sue due serie Touch e Miyuki; nello stesso anno comincia l'anime di Miyuki del quale viene realizzato anche un film dal vivo.
Nel 1985 comincia l'anime di Touch (in italiano Prendi il mondo e vai).
Adachi realizza il character design per la serie di OAV Nozomi Witches, per cui talvolta gli viene attribuita erroneamente la paternità della serie originale.
Nel 1995 comincia l'anime di H2. Nel 2005 H2 viene trasformato in un dorama per la TBS e Touch viene trasformato in un film live action.
Nel 2006 Rough viene trasformato in un film dal vivo.
Nel corso del 2008 ha raggiunto le 200 milioni di copie vendute, celebrate con una copertina speciale di Shōnen Sunday e della sua serie, Cross Game.

## Opere
- Kieta Bakuon (1970)
- Rainbowman (basato su Rainbowman, originariamente creato da Kōhan Kawauchi, 1972-73)
- Little Boy (originariamente creato da Mamoru Sasaki, 1974)
- Heart no A (originariamente creato da Akira Saiga, 1975)
- Hirahira-kun Seishun Jingi (originariamente creato da Mamoru Sasaki, 1975-76)
- Gamushara (in coppia con Jūzō Yamasaki, 1976)
- Hatsukoi Kōshien (in coppia con Jūzō Yamasaki, 1976)
- Hirahira-kun Seishun Ondo (originariamente creato da Mamoru Sasaki, 1976-77)
- Nakimushi Kōshien (in coppia con Jūzō Yamasaki, 1977)
- Hirahira-kun Seishun Taiko (originariamente creato da Mamoru Sasaki, 1977-78)
- Nine (1978-80)
- Sekiyō yo Nobore!! (originariamente creato da Jūzō Yamasaki, 1979)
- Oira Hōkago Wakadaishō (1979-80)
- Hiatari Ryōkō! (in italiano conosciuta per la versione anime intitolata Questa allegra gioventù, 1979-81)
- Miyuki (1980-84)
- Touch (in italiano la version anime ha assunto il titolo di Prendi il mondo e vai, 1981-86)
- Slow Step (1986-91)
- Rough (1987-89)
- Niji Iro Tōgarashi (Arcobaleno di spezie, 1990-92)
- Jinbe (1992-97)
- H2 (1992-99)
- Short Program (raccolta di storie brevi, 1998)
- L'avventuroso (storie brevi 1998-2005)
- Misora per sempre (2000-01)
- KATSU! (2001-05)
- Idol Ace (アイドルA(エース Aidoru Eisu, 2005-07)
- Cross Game (2005-10)
- Q And A (2009-12)
- Asaoka High School Baseball Club Diary: Over Fence (―浅丘高校野球部日誌― オーバーフェンス?, Asaoka Kōkō Yakyūbu Nisshi: Ōbā Fensu) (2011-in corso)
- Mix (2012-in corso)